# Nichole Ayersová

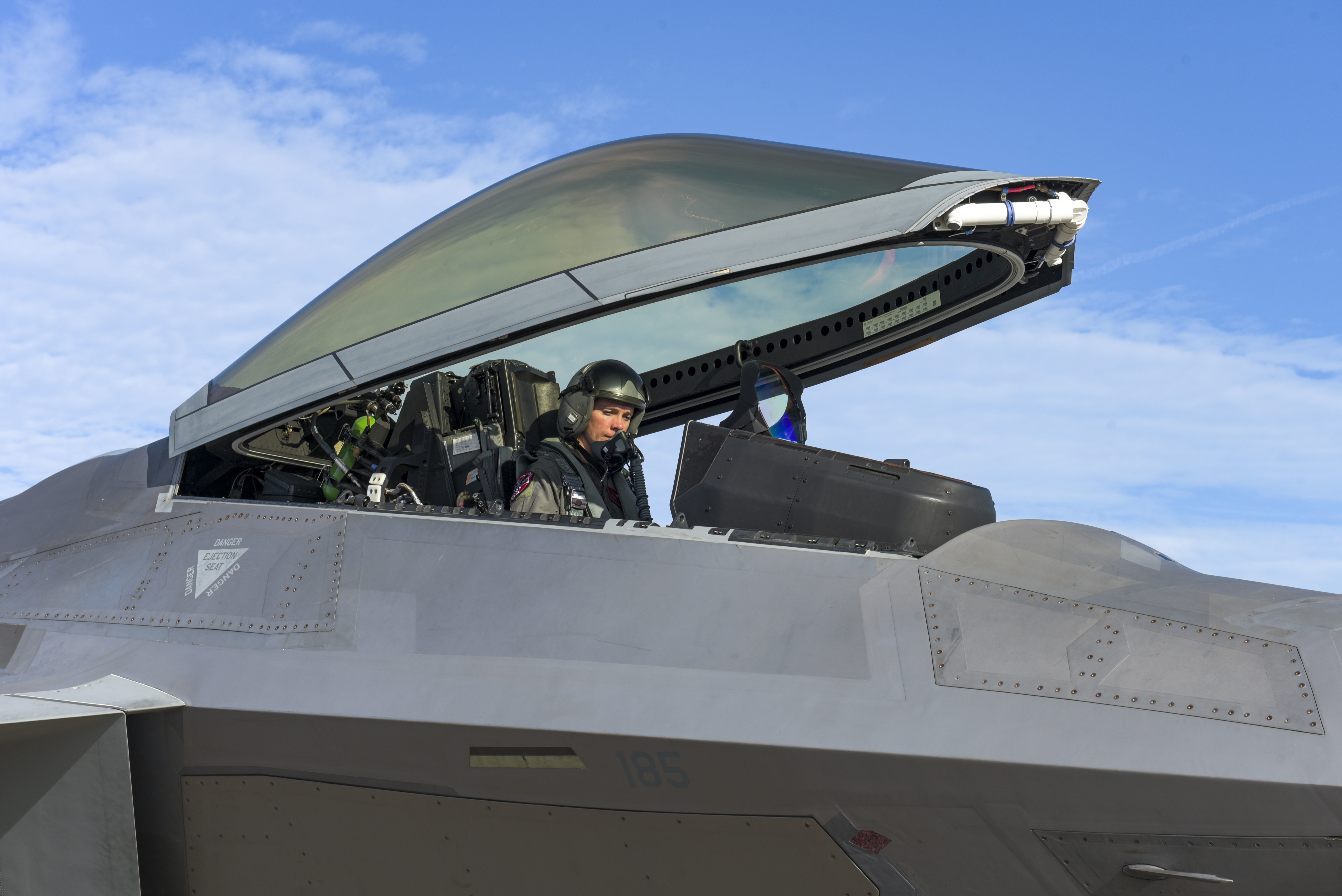
Před startem letu v letounu F-22 Raptor, září 2020.

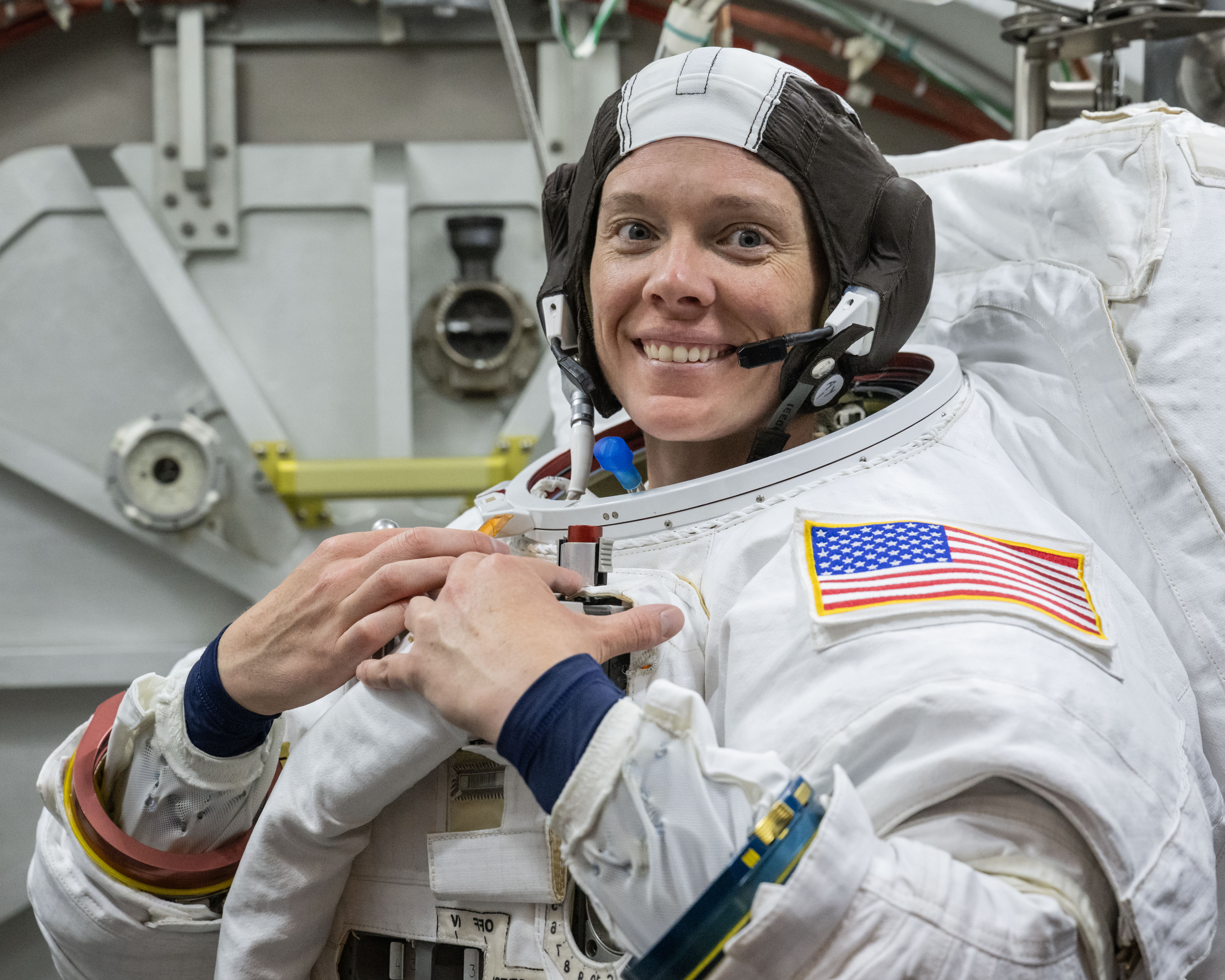
V Johnsonově vesmírném středisku před zahájením nácviku na výstup do vesmíru z ISS, srpen 2024.

Nichole Ayersová (rozená Stilwellová; * 13. prosince 1988) je vojenská pilotka Letectva Spojených států a astronautka NASA, 624. člověk ve vesmíru. V březnu 2025 se vydala na svůj první kosmický let na Mezinárodní vesmírnou stanici (ISS), kde strávila pěti měsíců.

## Mládí a vzdělání
Nichole Ayersová se – společně s dvojčetem, sestrou Cydnee – narodila v San Diegu v Kalifornii, ale za svůj domov považuje Colorado Springs a Divide v Coloradu.
Odmaturovala na střední škole Woodland Park High School ve Woodland Parku v Coloradu.
Bakalářský titul v oboru matematika s vedlejším zaměřením na ruštinu získala v roce 2011 na Akademii Letectva USA v Coloradu. Za magisterským titulem v oboru výpočetní a aplikované matematiky se vydala na Riceovu univerzitu v Houstonu v Texasu a získala ho v roce 2013 v oboru výpočetní dynamiky tekutin, se zaměřením na modelování nestlačitelného proudění tekutin.

## Kariéra v Letectvu USA
V roce 2014 absolvovala pilotní výcvik a začala létat na letounu T-38A u protivzdušné letky na letecké základně Langley AFB v Hamptonu ve Virginii, kde se také stala pilotkou-instruktorkou pro T-38 a vedla protivzdušné mise při zajišťování bojového výcviku pro letouny F-22 Raptor. V roce 2018 dokončila základní kurz F-22 a následně se i v tomto případě stala pilotkou-instruktorkou.
Byla nasazena v operace Inherent Resolve nad Irákem a Sýrií, kde nalétala přes 200 bojových hodin. Celkem si ale na obou typech letadel zapsala přes 1 400 hodin letu. Byla mimo jiné jednou z mála žen, které v létají na letounech F-22, a v roce 2019 vedla vůbec první bojovou formaci těchto letounů pilotovanou výhradně ženami.
V době výběru mezi astronauty NASA byla majorkou zařazenou jako asistující ředitelka operací u 90. stíhací letky na letecké základně Elmendorf AFB na Aljašce.

## Astronautka
Uspěla ve výběru 23. skupiny astronautů NASA zahájeném v únoru 2020 s předpokladem ukončení v červenci 2021. Kvůli důsledkům pandemie koronaviru se však konkurs protáhl až do prosince 2021, kdy byla Ayersová vyhlášena mezi 10 nově vybranými kandidáty na astronautky a astronauty. V lednu 2022 spolu s ostatními úspěšnými uchazeči zahájila základní výcvik v Johnsonově vesmírném středisku v Houstonu. V březnu 2024 byla celá skupina slavnostně vyřazena z výcviku a zařadila se mezi ostatní astronauty, kteří čekají na přidělení do konkrétní posádky a na rozšiřující trénink na svou misi.

### 1. kosmický let
NASA 1. srpna 2024 oficiálně oznámila složení posádky pro misi SpaceX Crew-10, do níž byla Ayersová zařazena jako pilotka lodi Crew Dragon, jako první z celé 23. skupiny. Na cestu na Mezinárodní vesmírnou stanici se 14. března 2025 vydala s 3 dalšími kolegy – velitelkou Anne McClainovou a letovými specialisty Takujou Ónišim a Kirillem Peskovem, aby na stanici společně strávili zhruba půl roku jako součást Expedice 73.
Během letu se Anne McClainovou vydala 1. května 2025 mimo bezpečí stanice, aby společně přesunuly na vhodnější místo komunikační anténu stanice pro kontakt s přilétajícími kosmickými loděmi a provedly přípravené montážní práce před instalací dalšího moderního solárního panelu iROSA, který na stanici doveze následující zásobovací mise. Jejich výstup – teprve pátý ryze ženský v historii – trval 5 hodin a 44 minut.
Poté, co počátkem srpna 2025 na ISS přletěla další čtveřice v lodi SpaceX Crew-11, se celá posádka Crew-10 se svou lodí 8. srpna od stanice odpojila a po 17 hodinách, již 9. srpna 2025, přistála do vod Tichého oceánu při pobřeží Kalifornie.  Let trval 147 dní, 16 hodin a 29 minut.  

## Soukromý život
Během studia na letecké akademii se v letech 2007 až 2010 aktivně věnovala volejbalu, hrála za tým Letectva USA.
Počátkem roku 2020 se na Novém Zélandu vdala za Justina Ayerse. Rádi se společně věnují plachtění, kempování, pěší turistice, cyklistice a práci na domácích projektech.